# Жмак Володимир Миколайович
Володи́мир Миколайович Жмак (нар. 16 березня 1964, Чорнобиль, Іванківський район, Київська область, УРСР) — український юрист, бізнесмен, громадський діяч, заступник Голови Одеської обласної державної адміністрації (2015-2016), голова правління акціонерного товариства «Укрзалізниця» (2020—2021).

## Біографія
Народився 16 березня 1964 року в м. Чорнобиль, Київської області.
09.1981 до 10.1981 — учень слюсаря з ремонту автомобілів автоколони 3 Автобази № 1 Київського автотресту, м. Київ.
12.1981 до 09.1982 — регулювальник радіоапаратури 2, 3-го розряду Південного Головного монтажного управління засобів зв'язку, м. Київ.
09.1982 до 11.1984 — строкова військова служба в збройних силах СРСР, обмеженому контингенті ОКСВА радянських військ в Афганістані (розвідка). Є членом правління ГО "Спілка ветеранів Афганістану Шевченківського району м. Києва «Місія».
01.1985 до 08.1985 — регулювальник радіоапаратури 4 розряду Головного монтажно-технологічного управління «Юг», м. Київ.
08.1985 до 06.1990 — студент Київського державного університету ім. Т. Г. Шевченка, м. Київ в Інституті міжнародних відносин. Навчався разом із Петром Порошенком і Міхеілом Саакашвілі.
Післядипломну освіту отримав в Інституті європейської освіти (Турин, Італія), у бізнес-школі Міжнародного інституту управлінського розвитку IMD (Лозанна, Швейцарія), отримав диплом про додаткову вищу освіту Державного університету нафти і газу імені І. М. Губкіна (Москва, Росія).
1988 до 1991 — юрисконсульт, кооператив «Юрвнешсервис».
1991 до 2006 — комерційний директор, управляючий партнер юридичної фірми «Луара-Киев Интернешнл» (ЛКІ), м. Київ.
1997 до 2005 — член наглядової ради АТ «Київстар», м. Київ.
2006 до 2010 — радник президента АТ «Київстар», м. Київ.
2010 до 2011 — голова наглядової ради АТ «ІТТ-Плаза», м. Київ.
2011 до 2012 — виконавчий директор товариства з обмеженою відповідальністю «ТНК-ВР Коммерс», м. Київ.
2012 до 2012 — президент підприємства з іноземними інвестиціями «ТНК-Україна», м. Київ.
10.2012 до 2015 — президент підприємства з іноземними інвестиціями «РН-Україна», м. Київ.
2015 до 2016 — перший заступник голови Одеської обласної державної адміністрації.
У 2017 році долучився до команди «Eastern Consulting Group».
З 05.2019 — голова наглядової ради ДП МА Бориспіль.
26 серпня 2020 року став головою правління АТ «Укрзалізниця». 17 березня 2021 року був звільнений з посади голови АТ «Укрзалізниця»
25 січня 2022 року ухвалено рішення про обрання Володимира Жмака незалежним членом наглядової ради «Альфа-Банку» строком на 3 роки.

## Політична діяльність
2014 року невдало балотувався до Київради від блоку УДАР, Блоку Петра Порошенка та Третьої української республіки Юрія Луценка.

## Статки
Володимир володіє 4 квартирами та особняком в Гореничах, де проживає. Дружина має у власності дві квартири: одну у Києві і ще одну — у Франції. Ще на сім'ю записано будинок в Ржищеві, кілька нежитлових приміщень в Києві і 6 земельних ділянок.
На сім'ю записано два авто: LEXUS GX 460 (2012 р.в.) і Renault Espace (2012 р.в.).
За 2014 рік сім'я задекларувала 6 млн грн доходу, з них у Володимира — 5 млн грн.
У 2019 році сім'я мала бізнес-інтереси в 3 галузях: освіта (Заклад освіти l ступеня Рікікі), продаж вина (ТОВ Винолюб) і консалтинг (ТОВ Істерн консалтинг груп).

## Сім'я
Дружина — Нюбла Жмак Маріанн Жермен Деніз. Четверо дітей: 3 сини та дочка.

## Нагороди
- Орден Червоної Зірки
- Медаль «За відвагу»[8]
- Нагрудний знак «Воїну-інтернаціоналісту»
- Орден «За мужність» ІІІ ст.[14]
- Заслужений юрист України[15]
- Медаль «Захиснику Вітчизни»[8]
- Медаль «Воїну-інтернаціоналісту від вдячного афганського народу»